# Katja Boh
Katja Boh (geboren am 16. Mai 1929 in Graz, Österreich; gestorben am 8. August 2008 in Ljubljana) war eine slowenische Soziologin, Ministerin und Diplomatin. Sie wurde 1991 zum ersten Botschafter ihres Landes in Österreich ernannt.

## Leben
Katja Boh war Hochschullehrerin für Soziologie an der Universität Ljubljana. Im Jahr 1990 war sie Gesundheitsministerin im Kabinett Lojze Peterle. Nachdem dieser sie 1991 zur Botschafterin in Österreich, dem Herkunftsland ihres Vaters, ernannte, schied sie aus der Regierung aus. Sie war der erste Botschafter Sloweniens in Österreich.
Mit der formalen Aufnahme der Beziehungen beider Länder wurde Boh im Januar 1992 akkreditiert. Fünf Jahre später schied sie aus Altersgründen aus dem diplomatischen Dienst. Ihr Nachfolger in Wien wurde Ivo Vajgl, der 2002 nach Deutschland wechselte und zwei Jahre später Außenminister wurde.
Katja Boh starb am 8. August 2008 in Ljubljana.

## Schriften
- Changing patterns of european family life. Routledge, London 1989.
- mit Nevenka Cernigoj Sadar: Childhood as a social phenomenon. Eurosocial, Wien 1992.

| Vorgänger | Amt                                               | Nachfolger |
| --------- | ------------------------------------------------- | ---------- |
| —         | Slowenische Botschafterin in Österreich 1992–1997 | Ivo Vajgl  |

| Personendaten    | Personendaten                                     |
| ---------------- | ------------------------------------------------- |
| NAME             | Boh, Katja                                        |
| KURZBESCHREIBUNG | slowenische Soziologin, Ministerin und Diplomatin |
| GEBURTSDATUM     | 16. Mai 1929                                      |
| GEBURTSORT       | Graz, Österreich                                  |
| STERBEDATUM      | 8. August 2008                                    |
| STERBEORT        | Ljubljana, Slowenien                              |